# Moviment per una Eslovàquia Democràtica
El Moviment per una Eslovàquia Democràtica (en eslovac Hnutie za Demokratické Slovensko, HZDS), posteriorment Partit Popular - Moviment per una Eslovàquia Democràtica (Ľudová strana – Hnutie za Demokratické Slovensko, ĽS-HZDS) va ser un partit polític conservador nacional d'Eslovàquia, hegemònic durant la primera etapa del país després de la Revolució de vellut.
El seu cap va ser Vladimír Mečiar, qui fou primer ministre d'Eslovàquia en dos governs de coalició, del 1992 fins al 1998. Després de les eleccions de 2006 va tornar a formar part d'un nou gabinet, però en les posteriors eleccions legislatives va perdre tota representació parlamentària, el que va acabar provocant la seva dissolució el 2014.

## Resultats electorals

### Consell Nacional
| Any  | Líder                                                                                 | Vots      | %           | Escons   | +/– | Govern   |
| ---- | ------------------------------------------------------------------------------------- | --------- | ----------- | -------- | --- | -------- |
| 1992 | Vladimír Mečiar                                                                       | 1,148,625 | 37.26% (#1) | 74 / 150 |     | Coalició |
| 1994 | Vladimír Mečiar                                                                       | 1,005,488 | 34.94% (#1) | 58 / 150 |     | Coalició |
| 1994 | Coalició amb el Partit dels Camperols d'Eslovàquia, que obté 3 dels 61 escons totals. |           |             |          |     |          |
| 1998 | Vladimír Mečiar                                                                       | 907,103   | 27.00% (#1) | 43 / 150 | 18  | Oposició |
| 2002 | Vladimír Mečiar                                                                       | 560,691   | 19.50% (#1) | 36 / 150 | 7   | Oposició |
| 2006 | Vladimír Mečiar                                                                       | 202,540   | 8.79% (#5)  | 15 / 150 | 21  | Coalició |
| 2010 | Vladimír Mečiar                                                                       | 109,480   | 4.32% (#8)  | 0 / 150  | 15  | Oposició |
| 2012 | Vladimír Mečiar                                                                       | 23,772    | 0.93% (#13) | 0 / 150  | =   | Oposició |

### Presidencials
| Any  | Candidat        | 1a volta  | 1a volta | 1a volta | 2a volta                 | 2a volta                 | 2a volta |
| Any  | Candidat        | Vots      | %        | Pos.     | Vots                     | %                        | Resultat |
| ---- | --------------- | --------- | -------- | -------- | ------------------------ | ------------------------ | -------- |
| 1999 | Vladimír Mečiar | 1,097,956 | 37.24%   | 2n       | 1,293,642                | 42.82% (#2)              | Derrota  |
| 2004 | Vladimír Mečiar | 650,242   | 32.74%   | 1r       | 722,368                  | 40.09% (#2)              | Derrota  |
| 2009 | Milan Melník    | 45,985    | 2.45%    | 5è       | Suport a Ivan Gašparovič | Suport a Ivan Gašparovič | Victòria |

### Parlament Europeu
| Any  | Vots    | %     | Escons | +/- |
| ---- | ------- | ----- | ------ | --- |
| 2004 | 119,582 | 17.04 | 3 / 14 | Nou |
| 2009 | 74,241  | 8.97  | 1 / 13 | 2   |